# .ca
.ca (Canadá) é o código TLD (ccTLD) na Internet para o Canadá.

## Requisitos para presença no Canadá
Os registrantes de domínios .ca devem cumprir os requisitos de presença no Canadá, estabelecidos pelo registro. Exemplos de organizações admissíveis:
- cidadão canadense ou residente permanente, maior de idade
- organização canadense legalmente reconhecida
- inuítes, representantes dos povos indígenas, métis ou outros povos originários do Canadá
- grupo indígena, conforme definido na Lei dos Índios do Canadá
- residente estrangeiro no Canadá que possua uma marca comercial canadense registrada
- executor, administrador ou outro representante legal de uma pessoa ou organização que atenda aos requisitos
- subdivisão do governo
- monarca do Canadá

O domínio .ca é o líder incontestável na América do Norte com 3,38 milhões de domínios, o que representa a maior taxa de adoção de ccTLD per capita no mundo. As empresas canadenses, em sua grande maioria, escolhem o .ca para demonstrar atividade local e obter benefícios em otimização para mecanismos de busca no Canadá.
Após o período de trinta dias, que deve proporcionar ao registrante original a última chance de recuperar o nome suspenso, os domínios expirados recebem o status de "a ser liberado" (TBR). Esses nomes são disponibilizados em leilões semanais, onde as listas de nomes disponíveis são publicadas online, e os registrantes potenciais fazem lances prévios através de diversos registradores de domínios .ca.  
Domínios que não recebem nenhuma oferta são então liberados e se tornam disponíveis para novas inscrições públicas.
Nomes de domínio internacionalizados (IDN) foram introduzidos em janeiro de 2013 com um conjunto limitado de caracteres (é, ë, ê, è, â, à, æ, ô, œ, ù, û, ü, ç, î, ï, ÿ), para permitir texto em francês com sinais diacríticos. Nomes que diferem apenas por sinais diacríticos (por exemplo, metro.ca e métro.ca) devem ter um único proprietário e um único registrador. Nomes de domínio que começam com quatro caracteres xn-- não estão disponíveis para registro. O comprimento deve variar de 2 a 63 caracteres, incluindo o prefixo xn-- para nomes de domínio internacionalizados.